# 井戸アビゲイル風果
井戸 アビゲイル 風果（いど・アビゲイル・ふうか、英: IDO Abigail Fuka、2001年6月15日 - ）は、日本の陸上競技選手。専門は短距離走。岐阜県美濃加茂市出身。

## 経歴・人物
ジャマイカ系イギリス人の父と、日本人の母を持つ。
小学4年の秋に地元のクラブチームで陸上を始めた。美濃加茂市立西中学校3年時に第43回全中女子100m優勝、いわて国体（少年女子B）100m優勝、ジュニアオリンピック200m優勝。
至学館高等学校、甲南大学を卒業後、福島県の東邦銀行に就職し、同社陸上競技部に所属。
2024年、同じ東邦銀行の松本奈菜子らと共に、バハマで開催された世界リレーの混合4×400mリレー日本代表に選出された。
2025年の第109回日本陸上競技選手権大会（国立競技場）では女子100m及び200mにてそれぞれ優勝し、二冠を達成した。
2025年8月3日、富士北麓ワールドトライアル（山梨県富士北麓公園陸上競技場）女子200m決勝にて1位に入線し、22秒79を記録。福島千里が2016年の日本陸上競技選手権大会にて樹立した22秒88を更新する日本新記録を達成した。